# Jemens damlandslag i fotboll
Jemens damlandslag i fotboll representerar Jemen i fotboll på damsidan. Dess förbund är Yemen Football Association (YFA). Laget är erkänt av Fifa men har ännu inte spelat någon officiell Fifa-match.